# Karl Griewank

Karl Griewank 1922 in Bützow

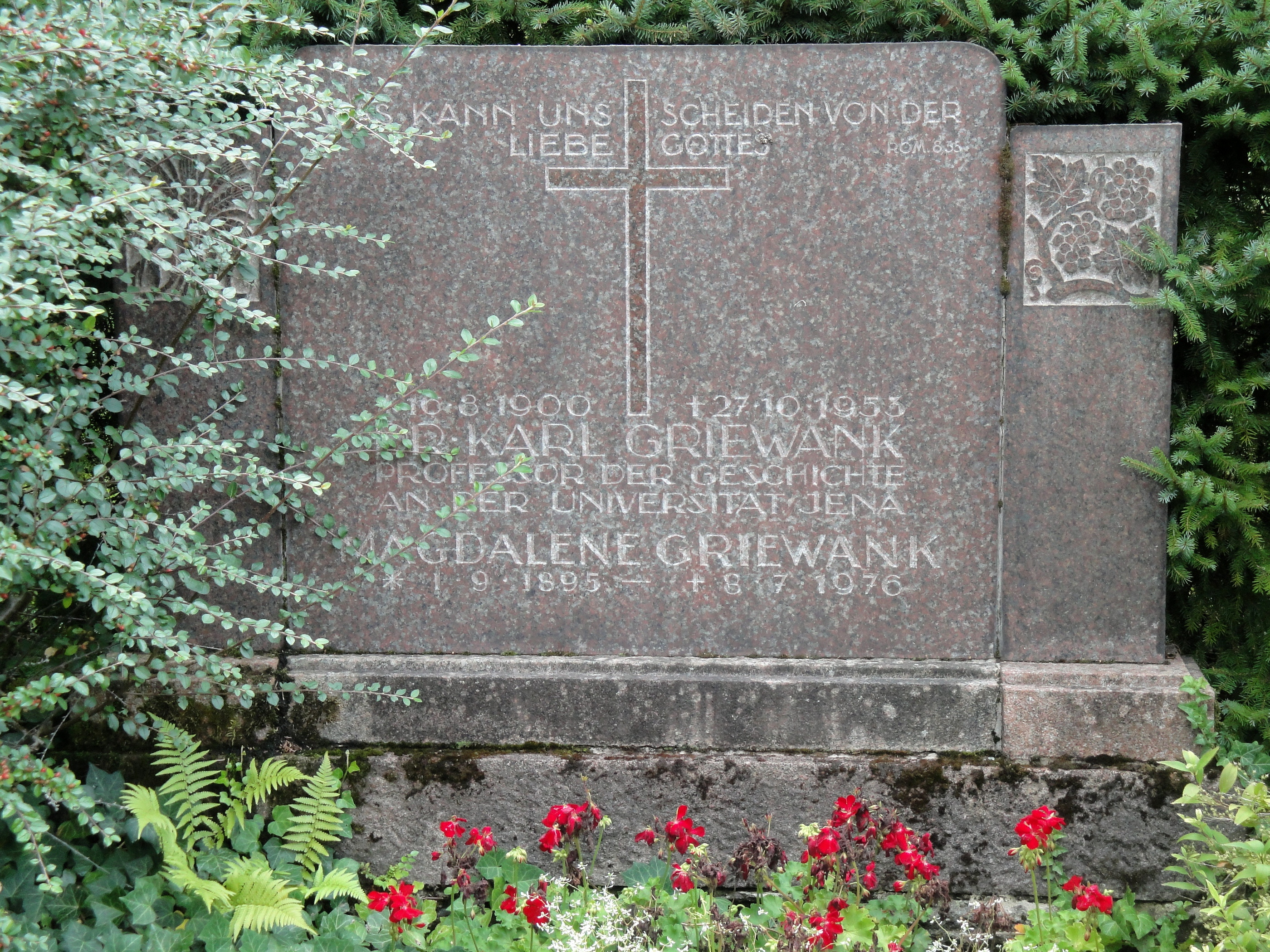
Grab von Karl Griewank auf dem Nordfriedhof in Jena

Karl Christian Gustav Griewank (* 16. August 1900 in Bützow; † 27. Oktober 1953 in Jena) war ein deutscher Historiker.

## Leben und Wirken
Karl Griewank, Sohn des Bützower Arztes und Medizinalrates Otto Griewank (1865–1918) und dessen Frau Christine, geborene Brum (1878–1961), bestand mit 18 Jahren sein Abitur am Realgymnasium in Bützow. Wegen des Waffenstillstands wurde er Ende des Ersten Weltkriegs nicht mehr zum Militärdienst eingezogen. Nach einem Studium der Geschichte, deutschen Philologie, Philosophie und Volkswirtschaftslehre in Göttingen, Leipzig, Rostock und Berlin wurde er im Alter von 22 Jahren in Rostock mit der Arbeit Friedrich Wilhelm Held und der vulgäre Liberalismus und Radikalismus in Leipzig und Berlin 1842 bis 1849 bei Willy Andreas promoviert. Während seines Studiums wurde er Mitglied des Rostocker Wingolf.
Er arbeitete dann zunächst als Hauslehrer, wissenschaftlicher Schriftsteller und auch als Lokalredakteur der demokratisch orientierten und der DDP nahestehenden Charlottenburger Tageszeitung. Ab 1926 war er hauptberuflich Mitarbeiter der Notgemeinschaft der deutschen Wissenschaft, der späteren Deutschen Forschungsgemeinschaft (DFG). Später übernahm er die Funktion als Leiter der dortigen geisteswissenschaftlichen Abteilung. Er betrieb Studien über die Zeit der preußischen Reformen. Schwerpunkte waren hierbei Königin Luise, August Neidhardt von Gneisenau und Karl August von Hardenberg.
In der Zeit des Nationalsozialismus setzte Griewank die politischen Vorgaben zur inhaltlichen Umgestaltung der DFG um, trat jedoch weder der NSDAP noch dem NS-Dozentenbund bei. Er wird jedoch in der Sturmrolle der SA seit 15. Oktober 1933 als SA-Mitglied vom Dienstgrad Sturmmann geführt. 1936 wurde er wegen schwerer Krankheit entlassen. Im selben Jahr trat er der Nationalsozialistischen Volkswohlfahrt bei. Der christlich geprägte Griewank hatte seit 1934 Kontakt zur Bekennenden Kirche, arbeitete aber auch beim NS-Projekt „Kriegseinsatz der Geisteswissenschaften“ mit. 1942 erfolgte die Habilitation mit der Arbeit Der Wiener Kongreß und die Neuordnung Europas. Damit lieferte er eine Gesamtschau des Kongresses, die nicht nur Mitteleuropa, sondern auch Nord- und Südeuropa berücksichtigte. Griewank verarbeitete Archivalien in Paris, Wien und Berlin. Eine Leistung, die kein Historiker nach ihm mehr vollbrachte. In überarbeiteter Form erschien die Arbeit 1954 erneut. Im Jahr 1943 wurde Griewank Dozent für Geschichte an der Friedrich-Wilhelms-Universität Berlin, der späteren Humboldt-Universität.
Nach dem Kriegsende und der Wiedereröffnung der Universitäten wurde Griewank als politisch unbelasteter Neuzeithistoriker zum Professor berufen. 1947 übernahm er das Amt des Herausgebers der Deutschen Litteraturzeitung. Im gleichen Jahr wechselte er nach Jena und übernahm hier auch die Funktion als Dekan. Um dem Mangel an Lehrbüchern in der Nachkriegszeit zu begegnen, verfasste er eine kurze Darstellung der Französischen Revolution von 1789 bis 1799. Sein Arbeitsschwerpunkt wurde die zur damaligen Zeit sehr unterschiedlich formulierte Idee der Demokratie, wobei er vor allem die Französische Revolution und die Revolution 1848 behandelte. Viel beachtet wurde sein Aufsatz Ursachen und Folgen des Scheiterns der deutschen Revolution von 1848, der aus seiner Festrede zum 100. Jahrestag der Revolution entstand. Im Rahmen seiner Arbeiten zur Französischen Revolution beschäftigte er sich mit der Universalität der Menschenrechte.
Griewank, Dekan an einer ostdeutschen Universität, fand sich damit im Spannungsverhältnis zu den sich in der Sowjetischen Besatzungszone und der späteren DDR anbahnenden politischen Veränderungen. Die politischen Kräfte in der SED waren bemüht, die noch bestehende politische Unabhängigkeit der Hochschulen einzuschränken und ihre ideologischen Vorgaben, die in besonderem Maße das Arbeitsfeld Griewanks betrafen, umzusetzen. Trotz des Widerstands seiner Fakultät wurde der Professor für Philosophie Hans Leisegang seines Amtes enthoben. Der Jenaer Rektor Friedrich Hund wurde zum Rücktritt gezwungen und durch Otto Schwarz (SED) ersetzt.
Die SED-Betriebsparteileitung, an deren Sekretariatssitzungen auch Otto Schwarz teilnahm, beabsichtigte dann ab 1950, auch Karl Griewank bloßzustellen. So wurde eine von Griewank vorgenommene Erwähnung des nationalistischen Historikers Heinrich von Treitschke zum Vorwurf genutzt, Griewank verherrliche Nationalisten. Griewank bestritt die Vorwürfe und übergab dem Rektor sein Manuskript, um zu beweisen, dass er Treitschke lediglich im Rahmen eines Überblicks über ältere Literatur erwähnt hatte. Schwarz unterstützte ihn jedoch nicht.
Griewank akzeptierte den von der SED propagierten Historischen Materialismus zwar als ein heuristisches Prinzip, stellte jedoch klar, dass er keine zwingende Methode sei. Die Konflikte verschärften sich. Seitens der marxistischen Gruppe wurde im Januar 1951 die Ansicht vertreten, dass die unterschiedlichen Richtungen der Wissenschaft nicht gleichberechtigt seien, sondern grundsätzlich zwischen der fortschrittlichen und der reaktionären Richtung zu unterscheiden sei. Griewank und die wie er bürgerlichen, nicht-marxistischen Teile der Studentenschaft lehnten diese Ansicht ab.
In Briefen äußerte Griewank gegenüber Dritten, dass er als Nichtmarxist seine Position in der DDR nicht mehr lange würde halten können. Trotz dieser Auseinandersetzung und Anfeindungen war Griewank im wissenschaftlichen Betrieb der DDR nicht völlig isoliert und genoss eine hohe Reputation. So wurde ihm 1952 ein so genannter Einzelvertrag angeboten. Mit solchen Verträgen versuchte die DDR besonders wichtige Wissenschaftler auf ihrem Territorium zu halten. Griewank gehörte der Deutschen Akademie der Wissenschaften an. 1952 berief man ihn darüber hinaus in den „Wissenschaftlichen Beirat der Fachrichtung Geschichte“. Auf einer Historiker-Tagung der DDR im Juni 1952 hielt er einen kontrovers diskutierten, ihm aber auch Anerkennung einbringenden Vortrag über den neuzeitlichen Revolutionsbegriff. Griewank hatte somit letztlich eine Mittlerrolle zwischen Ost und West und den unterschiedlichen politischen Ansätzen inne.
Griewank war auch Mitglied der Bayerischen Akademie der Wissenschaften und Sekretär von deren Historischer Kommission. Zugleich galt er als wichtige Brücke zwischen den Mitgliedern des Verbandes der Historiker Deutschlands in Ost und West. Trotz eines Angebots aus München blieb er in Jena, da er sich seinen Schülern gegenüber in einer Verpflichtung sah und die DDR zum damaligen Zeitpunkt am Ziel der Deutschen Einheit festhielt. Er gehörte auch dem wissenschaftlichen Rat des Museums für Deutsche Geschichte an.
Kurze Zeit nach seiner Rückkehr vom Historikertag in Bremen 1953 verübte Griewank Suizid. Trotz der schwierigen politischen und beruflichen Situation wird davon ausgegangen, dass die Motive im persönlichen gesundheitlichen Bereich und nicht im gesellschaftlichen Klima bestanden.

## Schriften
- Friedrich Wilhelm Held und der vulgäre Liberalismus und Radikalismus in Leipzig und Berlin 1842 bis 1849. phil. Diss., Rostock 1922; Teildruck in: Forschungen zur brandenburgischen und preußischen Geschichte. Bd. 36 (1924), S. 14 ff.
- Der Wiener Kongreß und die Neuordnung Europas. Leipzig 1942.
- Deutsche Studenten und Universitäten in der Revolution von 1848. Weimar 1949.
- Ursachen und Folgen des Scheiterns der deutschen Revolution von 1848. In: Historische Zeitschrift, Bd. 170 (1950), S. 495–524.
- Dr. Wirth und die Krisen der Weimarer Republik. In: Wissenschaftliche Zeitschrift der Universität Jena, Jg. 1951/52, Heft 2, S. 1–10.
- Das Problem des christlichen Staatsmannes bei Bismarck. Wichern, Berlin 1953 (= Schriften der Evangelischen Forschungsakademie Ilsenburg, Heft 11).
- Der neuzeitliche Revolutionsbegriff. Entstehung und Entwicklung. Böhlau, Weimar 1955, 3. Auflage, Hamburg 1992, ISBN 3-434-50010-3.